# ワシントン (BB-47)

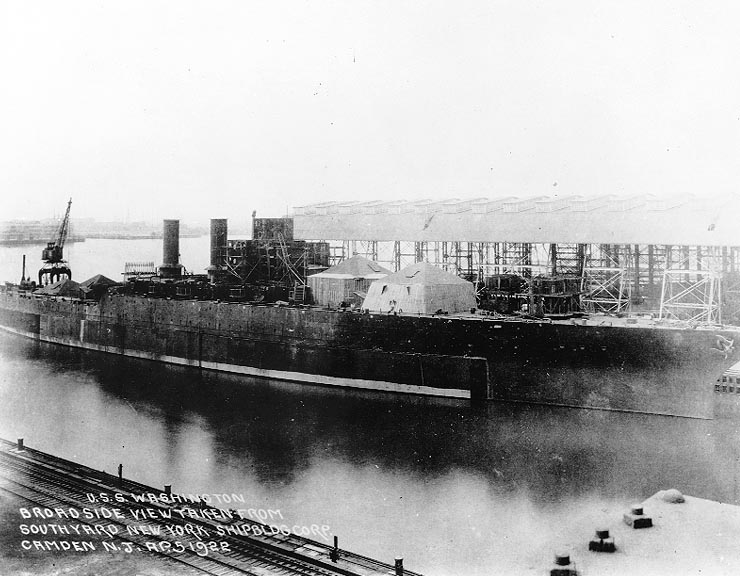
建造が中止され未完成となったワシントンの船体
1922年4月の撮影

ワシントン (USS Washington, BB-47) は、アメリカ海軍の未完成戦艦で、コロラド級戦艦の3番艦である。
“ワシントン (Washington) ”の名はアメリカ合衆国の42番目の州であるワシントン州に因み、その名を持つ艦としては8代目である。ニューヨーク造船会社において建造中にワシントン海軍軍縮条約により工事中止となり、標的艦として処分された。

## 概要
1919年6月30日、「ワシントン」はニュージャージー州カムデンにあるニューヨーク造船所で起工。1921年4月1日時点におけるコロラド級戦艦とサウスダコタ級戦艦の進捗程度が公表され、本級の完成度はコロラド69.3％、メリーランド96.8％、ワシントン61.2％、ウェスト・バージニア49.5％と報道されている。
同年9月1日、「ワシントン」は進水した。同年11月よりワシントン軍縮会議がはじまる。12月15日付のアメリカ国務省発表によれば、アメリカ海軍は就役済みの16インチ砲搭載戦艦「メリーランド」を保有し、メリーランド級戦艦の「コロラド」と「ワシントン」を建造する方針であった。
1922年2月26日のワシントン海軍軍縮条約締結による戦艦保有枠の削減にともない、アメリカ海軍は既存の「メリーランド」に加えてウェストバージニア級戦艦2隻（コロラド、ウェストバージニア）を保有することに決定し、「ワシントン」工事進捗度約80パーセントで建造中止となった。
ニューヨーク造船所で工事が進んでいた3番艦「ワシントン」が廃艦対象となり、ニューポート・ニューズ造船所の4番艦「ウェストバージニア」（前年11月中旬進水）が建造続行となった背景には、失業対策や作業量割り当ての兼ね合いがあったという。
廃棄対象となった「ワシントン」は、1924年11月、ヴァージニア岬沖で標的艦として処分されることになった。
当時のアメリカでは、陸軍のウィリアム・ミッチェル大佐がヘルゴラント級戦艦（ドイツ帝国海軍からの賠償艦）「オストフリースラント」を爆撃実験で撃沈した事を利用し、「航空機で超弩級戦艦を撃沈できる」「航空兵力はすべての軍艦を時代遅れにできる」と主張していた。つづいて戦艦「アラバマ」、「バージニア」、「ニュージャージー」を航空攻撃で沈めた。
旧式戦艦をアメリカ陸軍航空隊が撃沈した前例と異なり、「ワシントン」の実験はアメリカ海軍がおこなった。
11月21日、14インチ（356mm）砲を装備したニューヨーク級戦艦が砲撃したが、効果は限定的だった。14発の14インチ砲弾が命中したが、装甲を貫通した弾は1発のみであったという。
11月23日、「ワシントン」は航空爆弾と航空魚雷の標的となり、2発の魚雷（弾頭威力400ポンド（約181.4kg）の命中と3発の1.1ショートトン（1トン）爆弾の至近弾を受けたが、損傷は軽微であった。更に400ポンド爆弾の空中炸裂による至近爆発に曝されたが、健在だった。
11月25日、改めて戦艦「ニューヨーク」と「テキサス」の砲撃により、14インチ砲弾14発が命中。「ワシントン」は浸水により沈没した。
この一連の実射実験により、アメリカ海軍は「既存の戦艦の装甲防御は不十分である」と結論づけ、これ以降建造される戦艦に多重防御の強化（三重底など）が採り入れられるきっかけとなった。一方で、航空攻撃により戦艦を撃沈できなかったこと、近代的防御の軍艦が爆撃に対して強靭であるとの評価が得られたことに対し、ミッチェルは「海軍が事実を隠している」と攻撃した。

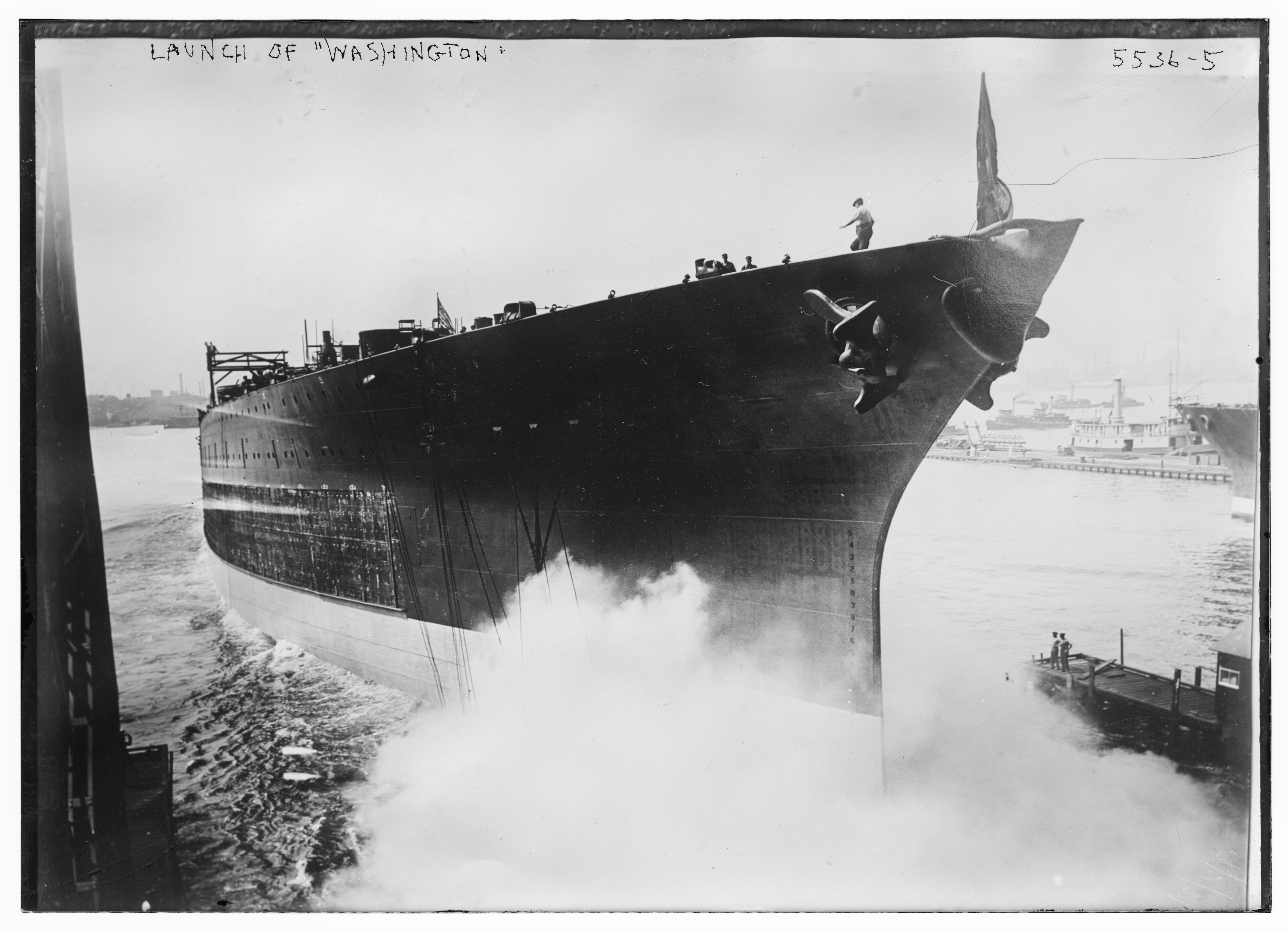
進水する「ワシントン」
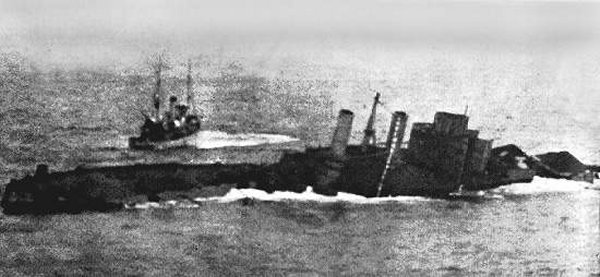
1924年11月25日、実射標的として用いられた後、沈没していく「ワシントン」

## 艦歴
- 1919年6日30日 -  ニューヨーク造船所にて起工。
- 1921年9月1日 -  進水。
- 1922年2月8日 -  工事進歩率75.9％の状態で建造中止。
- 1923年11月10日 -  廃棄決定。
- 1924年
  - 11月23日 -  実射標的艦となる。
  - 11月25日 -  砲撃により沈没。

### 注
1. ↑  9代目は[2]、ノースカロライナ級戦艦2番艦のワシントン (USS Washington, BB-56) である[3]。
2. ↑  建造中の米海軍精鋭[7] 本年四月一日附の調査に依れば米國海軍の精鋭たるべき超弩級艦十一隻は将に完成せんとしつゝありキャルホルニヤの既に九六一パーセント完成せるを初めとして　コロラド六九.三、メリーランド九六.八、ワシントン六一.二、ウヱスト・バヂニヤ四九.五、サウス・ダコタ二六.七　インデヤナ二三.一、モンタナ一八、ノース・カロライナ二七.二、アイオワ一六.一、マサチュセッツ二.五の割に完成せるが二三隻を除きては總て建造を急ぎ居り（華府）（記事おわり）
3. ↑  本艦進水時の写真には、艤装工事中の1番艦コロラドが写っている（1919年5月29日起工、1921年3月22日進水、1923年8月30日竣工）。
4. ↑  修正されたた海軍縮小案　日英米佛伊五國協約として調印せん[9]（華府十二月十五日發）本夜國務省は正式に日英米三大國海軍主力艦五五三比率が協定に達した旨發表した。日本は其要求通り舊艦攝津の代りに陸奥を保留し、米國はデラウエヤ及びノースダコタの代りにメリーランド級のコロラドとワシントンを保留、英國はメリーランド及び陸奥級の超弩級艦二隻を新たに建造し其の代りに保留と決し居る四隻を廢棄するであらう。（以下略）
5. ↑  ●太平洋の平和確保（上）海軍中将加藤寛治[10]（中略）即ち日本は陸奥を保留するの代り攝津を廢船としてポスト、ジュツトランド型の新艦二隻を現在勢力に加へ米國はこれに依りて原案に依れば廢艦とすべかりしコロラド及びワシントンを保留とすることゝとなりメリーランド號級のポスト、ジュツトランド型三隻となしデルウヱア及びノース、ダコタ兩艦を廢艦となすことゝなり、英國はフード型の戰艦を建造中であつたが未だポスト、ジュツトランド型の戰艦を有して居ない、夫處でこの修正案は日米勢力の對抗上三萬五千噸の戰艦二隻を建造を許可してキング、ジョーヂ型の戰艦三隻九萬六千四百噸を廢艦とすることになつたのである。（記事おわり）
6. ↑  米國の巨艦　本日進水[13]（華府十一月十九日發）數ヶ月後に廢棄せらる可き光榮に面し超弩級艦ウエスト、ヴァジニア號本日ニューポート、ニュースに於いて進水す該艦は過去において設計せられたるものの中最大の戰闘力を有する戰艦であるがヒース國務卿の提案に從へば海軍縮小協約の締結と共に三ヶ月以内に破壊せられねばならぬのである（記事おわり）
7. ↑  当時、ニューヨーク造船所ではレキシントン級巡洋戦艦「サラトガ」を建造しており、軍縮条約の枠内で航空母艦への改造が予定されていた[15]（1920年9月25日起工、1925年4月7日進水、1927年11月16日竣工）。
8. ↑  ミッチェルの主導下、アメリカ陸軍航空隊により標的艦「アラバマ」は1921年9月27日に沈められた。1923年9月5日、アメリカ陸軍航空隊により「バージニア」と「ニュージャージー」は沈められた。
9. ↑  米國未成弩級艦爆沈[24]（二十一日ヴアジニア州ノーフォーク發）華府海軍條約により廢棄されることになつた未竣成弩級艦ワシントン號は昨日テキサス號の十四インチ爆撃彈の洗礼にて爆沈することゝなり日没に至るまで砲彈を浴せ掛けられたが装甲鉄板に凹みを生じたのみで沈没しなかつた、尚同艦は水線下にも炸彈を射込まれ爆發したが艦體内に浸水を見ない模様である、空中爆撃試験として本日は千封度乃至二千封度の投彈をなし得る爆撃用飛行機九機を用ゐ威力を試す積りであると。（記事おわり）
10. ↑  ショートトン（英語: short ton）は米国慣用単位（ヤード・ポンド法）の単位で、メートル法のトン（メトリックトン）とは異なる。
11. ↑  華盛頓號の爆壊成功せず　更に十五臺飛機爆彈を投下[25]　二十四日午前當地沖合にて米海軍エフ第五號エル型飛行機二臺は巨艦華盛頓號の最新式甲鐡試驗の爲め數十の爆裂彈を同艦へ向け投下したるが天候不良のため思はしき効果を奏せず約二千呎乃至五千呎の高空より爆彈を投下したるが爲めが艦體は沈没せず依然として浮きをれり二十五日更に十臺の飛行機によつて爆彈投下さるべしと云ふ（ノーフオク）